# Chibchea malkini
Chibchea malkini är en spindelart som beskrevs av Huber 2000. Chibchea malkini ingår i släktet Chibchea och familjen dallerspindlar.
Artens utbredningsområde är Bolivia. Inga underarter finns listade i Catalogue of Life.